# Robert Górski (komik)
Robert Górski (ur. 14 kwietnia 1971 w Warszawie) – polski artysta kabaretowy, komik, satyryk, lider i autor większości tekstów Kabaretu Moralnego Niepokoju, scenarzysta i odtwórca głównej roli w serialu Ucho Prezesa.

## Życiorys
Pochodzi z rodziny robotniczej osiadłej w Warszawie w połowie lat 60 XX w.. Jego matka była krawcową, a ojciec, Zdzisław – kierowcą autobusu. Wychowywał się wraz z bratem na warszawskim Bródnie, w dorosłym życiu zamieszkał na Pradze. Za namową matki ukończył technikum mechaniki precyzyjnej na Kamionku. W tym czasie amatorsko grał na perkusji. Po maturze studiował geologię, ale przerwał studia. Ukończył polonistykę na Wydziale Polonistyki Uniwersytetu Warszawskiego. Na trzecim roku studiów zaczął pracować jako copywriter w agencji reklamowej Ammirati Puris Lintas Polska; stworzył m.in. scenariusze kampanii reklamowej „Bogdan mówi bankowy” (promocja Banku Handlowego).
W trakcie studiów polonistycznych udzielał się w samorządzie, a wraz z kolegami-studentami – Przemysławem Borkowskim i Mikołajem Cieślakiem – przez trzy lata redagował studenckie pismo literackie „Podniebienie” oraz opublikował tomik wierszy pt. Zeszyt w trzy linie. Wkrótce zaczął z nimi działać jako kabaret studencki, który z czasem przerodził się w Kabaret Moralnego Niepokoju. Równocześnie przez kilka lat współtworzył z Adamem Małczykiem scenariusze do rozrywkowego programu TVN Maraton uśmiechu. W 2001 współtworzył lalkowy program satyryczny Gumitycy dla TV Puls. W latach 2003–2006 był twórcą scenariusza telewizyjnego programu rozrywkowego Tygodnik Moralnego Niepokoju, a w latach 2007–2008 – Miesięcznika Moralnego Niepokoju. Ponadto prowadził z Andrzejem Poniedzielskim program TVP2 Kabaretowe kawałki. Przez krótki czas był gościem programu TVN24 Szkło kontaktowe. Pisał scenariusze m.in. Mazurskiej Nocy Kabaretowej i kabaretonów podczas Krajowego Festiwalu Piosenki Polskiej w Opolu oraz teksty dla bohaterów programu HBO na stojaka.
W 2003 grał Kolumba, jedną z głównych postaci filmu Baśń o ludziach stąd, zrealizowanego przez Wytwórnię A’Yoy. Współprowadził wieczory kabaretowe transmitowane przez TVP, w tym m.in. Mazurską Noc Kabaretową w 2006 oraz kabaretony podczas festiwali w Opolu i Sopocie. W latach 2005–2006 pisał felietony dla satyrycznego pisma „Chichot”. W latach 2008–2015 organizował Kabaretową noc listopadową, coroczny program emitowany 11 listopada na antenie TVP2. W 2009 był jednym z jurorów 25. Przeglądu Kabaretów PaKA.
W latach 2009–2012 razem z Marcinem Wójcikiem prowadził Kabaretowy Klub Dwójki na antenie TVP2. W listopadzie 2012 ukazała się książka Jak zostałem premierem. Rozmowy pełne Moralnego Niepokoju, będąca zapisem rozmów Górskiego z Mariuszem Cieślikiem. W latach 2013–2014 i w 2016 prowadził niektóre odcinki programu TVP2 Dzięki Bogu już weekend. W latach 2015–2016 razem z Marcinem Wójcikiem prowadził program Latający Klub Dwójki. W 2016 występował w programie Polsatu Kabaret na żywo.
Występuje jako George Owens w improwizowanym kabaretowym serialu Spadkobiercy.
W latach 2017–2019 tworzył internetowy serial polityczny Ucho Prezesa, w którym grał główną rolę. Jest autorem sztuki teatralnej Ucho Prezesa czyli SCHEDA wystawianej na deskach Teatru 6. piętro, w której gra rolę tytułową.
Od 1 czerwca 2022 do 18 czerwca 2023 był jednym z komentatorów programu satyrycznego Szkło Kontaktowe, nadawanego na antenie TVN24. Wcześniej występował w nim kilka razy w roku 2005. Od 24 listopada 2022 razem z Mariuszem Cieślikiem realizuje podcast o charakterze satyrycznego komentarza wydarzeń mijającego tygodnia dla serwisu internetowego dziennika Rzeczpospolita pt. Górski & Cieślik. Polska od ucha do ucha.

## Życie prywatne
Ma siostrę. Z nieformalnego związku z graficzką Katarzyną Osipowicz ma syna Antoniego (ur. 2004), który pojawił się w Tygodniku Moralnego Niepokoju, mając kilka miesięcy. 7 września 2019 poślubił dziennikarkę Monikę Sobień, z którą ma córkę Malinę (ur. 2019).

## Publikacje
- Zeszyt w trzy linie (tomik wierszy, współautorzy: Przemysław Borkowski i Mikołaj Cieślak, 2000)[26]
- Jak zostałem premierem (literatura faktu, współautor: Mariusz Cieślik, wyd. Znak, 2012)[27]
- Jak zostałem Prezesem (literatura faktu, współautor: Monika Sobień, wyd. Czerwone i Czarne, 2019)[28]

## Nagrody i wyróżnienia
- 2001: Nagroda za najlepszy tekst – Izba wytrzeźwień, Kolska na II Ogólnopolskim Festiwalu Sztuki Estradowej ZASP, Warszawa
- 2005: Nagroda Dodatkowa Jury – Błękitny Melonik Charliego – za uczynienie zabawnym serialu HBO – na stojaka na VI Festiwalu Dobrego Humoru, Gdańsk
- 2008: Grand Prix Festiwalu – Błękitny Melonik Charliego – za program Na stojaka (HBO Polska) na IX Festiwalu Dobrego Humoru, Gdańsk
- 2009: Tytuł Gentlemana w show-biznesie – coroczne wyróżnienie przyznawane przez miesięcznik Gentleman
- 2011: Tytuł „Przyjaciel UEFA EURO 2012”[29]
- 2011: Zwycięstwo w kategorii „Autor” w plebiscycie Złote Ireny[30]

## Filmografia
- 1999: Badziewiakowie jako strażak (odc. 6), dziennikarz (odc. 12)[31]
- 2003: Baśń o ludziach stąd jako Kolumb[32]
- 2008: Złoty środek jako Paweł[33]
- 2008–2014, 2016: Spadkobiercy jako George Owens
- 2014: Słodkie życie jako Jurek[34]
- 2017–2019: Ucho Prezesa jako prezes Jarosław (od odc. 1), Donald (odc. 12, 14)[35]
- 2020: Państwo z kartonu jako małżonek Robert
- 2021: Piękni i bezrobotni jako Romek[36]

Scenarzysta
- 2017–2019: Ucho Prezesa (także jako reżyser)
- 2021: Piękni i bezrobotni

Dubbing
- 2008: Piorun jako Gołąbeczek # 3[37]
- 2012: Zambezia jako Morton
- 2012: Sklep dla samobójców jako dobry człowiek
- 2015: Nowe przygody Aladyna jako wezyr
- 2017: Gru, Dru i Minionki jako Baltazar Bratt